# Jim Airey
Jim Airey, właśc. James Sydney Airey (ur. 19 sierpnia 1941 w Earlwood) – australijski żużlowiec.

## Życiorys
Finalista indywidualnych mistrzostw świata z 1971 w Göteborgu. Złoty medalista drużynowych mistrzostw świata z 1971 – w drużynie  Wielkiej Brytanii (pod brytyjską flagą występowali zawodnicy Wspólnoty Narodów). Czterokrotny indywidualny mistrz Australii.

## Przynależność klubowa
Wielka Brytania
- Sunderland Stars (1964)
- Wolverhampton Wolves (1964–1965)
- Wolverhampton Wolves (1967–1968)
- Sheffield Tigers (1969–1971)

## Osiągnięcia
Indywidualne Mistrzostwa Świata
- 1971 -  Göteborg - 7. miejsce - 8 pkt → wyniki

Drużynowe Mistrzostwa Świata
- 1971 -  Wrocław - 1. miejsce - 9 pkt → wyniki

Indywidualne Mistrzostwa Australii
- 1966 - Adelaide - 6. miejsce → wyniki
- 1967 - Adelaide - 10. miejsce → wyniki
- 1968 - Sydney - 1. miejsce - 15 pkt → wyniki
- 1969 - Sydney - 1. miejsce - 15 pkt → wyniki
- 1970 - Sydney - 1. miejsce - 12 pkt → wyniki
- 1972 - Adelaide - 1. miejsce - 14+3 pkt → wyniki
- 1973 - Sydney - 4. miejsce - 12 pkt → wyniki

Indywidualne Mistrzostwa Wielkiej Brytanii
- 1967 - Londyn - 8. miejsce - 8 pkt → wyniki
- 1968 - Londyn - jako rezerwowy - 0 pkt → wyniki
- 1970 - Londyn - 7. miejsce - 8 pkt → wyniki
- 1971 - Coventry - 11. miejsce - 6 pkt → wyniki